# Ljudevit Martin
Ljudevit Martin (Bordeaux, 22. kolovoza 1823. – Arnières-sur-Iton, 29. srpnja 1894.), svetac Katoličke Crkve, otac sv. Mala Terezije i muž svetice Azalije Martin.

## Životopis
Ljudevit Josip Alojz Stanislav Martin je bio treće od petero djece Pierra-Françoisa Martina i Marie-Anne-Fanie Boureau. Sva njegova braća i sestre su umrli prije 30 godine. On je želio postati u mladosti augustinac za što je bilo potrebno znati latinski. Za vrijeme učenja latinskog jezika spriječila ga je bolest. Kasnije je odlučio postati urar, a studirao je svoj zanat u Rennesu i u Strasbourgu.
Godine 1858. se upoznaje s Azalijom Martin s kojom se 13. srpnja iste godine vjenčao. Iako su u početku živjeli u djevičanstvu kasnije su imali devetero djece. Pet kćeri koje su doživjele zrelu dob postale su redovnice. Njihova najpoznatija kćer je svetica i crkvena naučiteljica sv. Terezija iz Lisieuxa. Njegova žena je umrla 28. kolovoza 1877. od raka dojke u 46. godini. Ljudevit Martin je preminuo 17 godina kasnije, 1894. godine, od od atrerioskleroze, uzetosti i jakih duševnih smetnji.

## Štovanje
13. listopada 1958. godine njihovi posmrtni ostatci su položeni u grob iza Bazilike u Lisieuxu. 26. svibnja 2008. godine njihovi su posmrtni ostatci ekshumirani i pohranjeni su u relikvijar postavljen u kripti bazilike. Relikvije Ljudevita, Azelije i Terezije iz Lisieuxa s bila izložena za vrijeme trajanja Sinode o obitelji 2015. u Bazilici Sv. Petra. Papa Ivan Pavao II. proglasio ih je časnim Slugama Božjim 26. ožujka 1994. godine. Blaženim ih je proglasio Benedikt XVI. 19. listopada 2008. Na njihovo beatifikaciji je nazočio i talijanski dječak Pietro Schiliro koji je njihovim zagovorom ozdravio od malformacije pluća. 18. listopada papa Franjo proglasio je ovaj bračni par svetima. Spomendan im se u Katoličkoj Crkvi slavi 13. srpnja.